# Paula Guedes
Paula de Azevedo e Silva Guedes de Carvalho (* 12. Oktober 1953 in Matosinhos) ist eine portugiesische Schauspielerin.

## Leben
Paula Guedes ist die Tochter des Schauspielers und Regisseurs João Guedes und von Maria Estela de Azevedo da Silva. In jungen Jahren begann sie mit Ballett und war in der Jugend Mitglied im Leixões Sport Club in den Abteilungen Leichtathletik, Volleyball und Segeln.
Im Alter von zwölf Jahren stand sie in der Komödie „Pluft, The Little Ghost“ von Alda Rodrigues am Teatro Experimental do Porto erstmals auf der Bühne. Unter anderem war sie Mitglied der Grupo 4, die 1975 das Teatro Aberto in Lissabon gründete. Sie spielte unter anderem 1994 am Teatro Politeama in Pablo Rodríguez’ „Maldita cocaína“ unter der Regie von Filipe La Féria und 2004 am Teatro da Trindade in „12 Mulheres e 1 Cadela“ von Inês Pedrosa unter der Regie von São José Lapa. Erfolgreicher war sie im Bereich Film und Fernsehen, wo sie 1978 erstmals in einer Nebenrolle in Nós por cá Todos Bem von Fernando Lopes zu sehen war und noch im gleichen Jahr in der Rolle der Teresinha in Artur Semedos O Rei das Berlengas. Auch in José Álvaro Morais zunächst unbeachtet gebliebenem Meisterwerk O Bobo (1987) überzeugte sie die Kritik.
Sie ist die Großtante des Journalisten Rodrigo Guedes de Carvalho sowie des Regisseurs Tiago Guedes.

## Filmografie (Auswahl)
- 1978: O Rei das Berlengas – Regie: Artur Semedo
- 1979: D. João VI – Regie: Helder Freire Costa
- 1980: Kilas, o Mau da Fita – Regie: José Fonseca e Costa
- 1980: A Culpa – Regie: António Victorino de Almeida
- 1981: Fürchte dich nicht, Jakob! – Regie: Radu Gabrea
- 1982: Vila Faia (Telenovela)
- 1983/1984: Origens (Fernsehserie)
- 1983: Im Bann der Leidenschaft (Le Cercle des passions) – Regie: Claude d'Anna
- 1984: De grens – Regie: Leon de Winter
- 1985: L'Herbe rouge – Regie: Pierre Kast
- 1987: Repórter X – Regie: José Nascimento
- 1987: Ballade vom Hundestrand (Balada da Praia dos Cães) – Regie: José Fonseca e Costa
- 1987: The Jester (O Bobo) – Regie: José Álvaro Morais
- 1989: Torquemada – Regie: Stanislav Barabáš
- 1989: Blanche est la nuit – Regie: Johanne Prégent
- 1990: Adieu mes jolies – Regie: David Delrieux
- 1991: Os Cornos de Cronos – Regie: José Fonseca e Costa
- 1992/1993: Grande Noite (Fernsehserie)
- 1993: Encontros Imperfeitos – Regie: Jorge Marecos Duarte
- 1993: Zéfiro – Regie: José Álvaro Morais
- 1994: Maldita Cocaina – Regie: Jorge Rodrigues
- 1994/1995: Cabaret (Fernsehserie)
- 1997: Buy 1 Get 1 Free (Kurzfilm) – Regie: Silke Fischer
- 1997: Rio Vermelho (Kurzfilm) – Regie: Raquel Freire
- 2000: Nelken für die Freiheit (Capitães de Abril) – Regie: Maria de Medeiros
- 2000: Moonfish (Peixe-Lua) – Regie: José Álvaro Morais
- 2001: Até Amanhã – Regie: André Delhaye
- 2002: O Delfim – Regie: Fernando Lopes
- 1999–2002: Residencial Tejo (Fernsehserie)
- 2003: La Femme qui croyait être Présidente des États-Unis (A Mulher que Acreditava Ser Presidente Dos EUA) – Regie: João Botelho
- 2003: Lent (Quaresma) – Regie: José Álvaro Morais
- 2003: Lusitana Paixão (Fernsehserie)
- 2004: A Ferreirinha (Fernsehserie)
- 2005: Um Rio Chamado Tempo, uma Casa Chamada Terra – Regie: José Carlos de Oliveira
- 2005: O Crime do Padre Amaro – Regie: Carlos Coelho da Silva
- 2006/2007: Floribella (Fernsehserie)
- 2007: Tebas – Regie: Rodrigo Areias
- 2007: Nome de Código: Sintra (Fernsehserie)
- 2007: Corrupção – Regie: João Botelho
- 2008: Chiquititas (Fernsehserie)
- 2011: Liberdade 21 (Fernsehserie)
- 2012: Dancin' Days (Fernsehserie)
- 2014: Benoît Brisefer : Les Taxis rouges – Regie: Manuel Pradal
- 2015: Jardins Proibidos (Fernsehserie)
- 2016: Axilas – Regie: José Fonseca e Costa
- 2018: Clarabóia (Fernsehfilm) – Regie: João Cayatte
- 2019: Sul (Fernsehserie)
- 2020: Largo do Caldas (Fernsehfilm) – Regie: Igor Martins
- 2021: As Cinzas da Mãe (Fernsehfilm)  – Regie: José Farinha
- 2022: Três Mulheres (Fernsehserie)
- 2023: A Mulher Que Morreu de Pé – Regie: Rosa Coutinho Cabral
- 2023: American Assassin Amnesiac (Fernsehserie)